# Szívférgesség

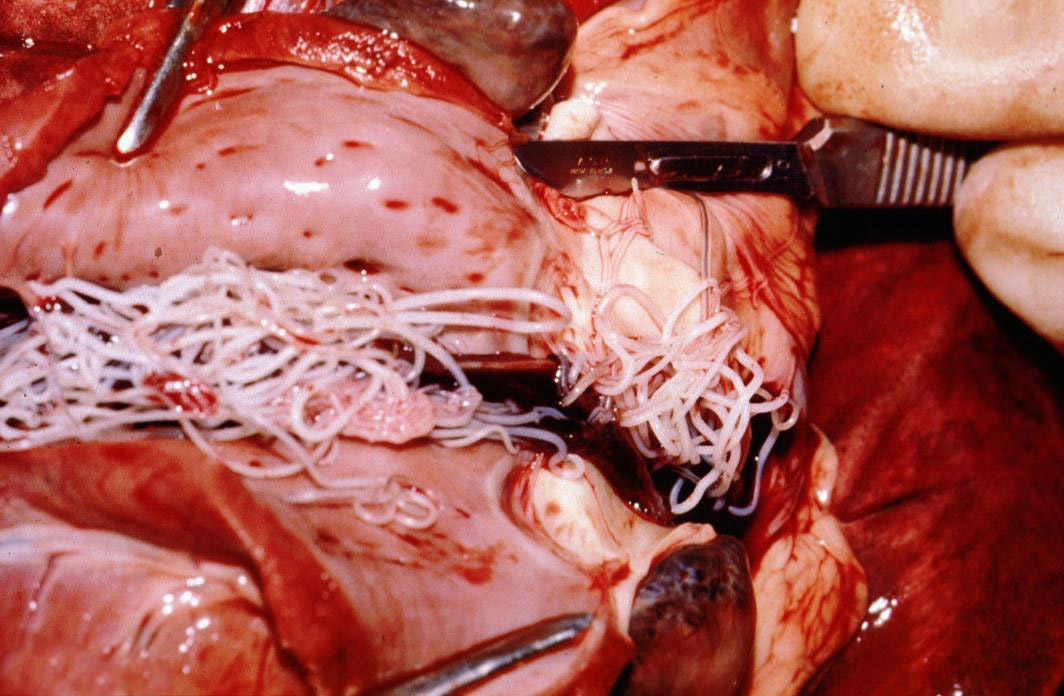
Kifejlett szívférgek kutyában

A szívférgesség egy potenciálisan halálos betegség, melyet  a dirofilaria immitis fonálféreg okoz. A szúnyogcsípéssel terjedő, nálunk elsősorban a kutyákat fenyegető betegség Magyarországon a közelmúltig ismeretlen volt, ám a klímaváltozás miatt terjedni kezdett. A fertőzésre különösen fogékony kutyák mellett a macskák, menyétfélék, és mintegy harminc más állatfaj betegségét írták már le. Az ember is megfertőződhet, de kialakult megbetegedésről nincs információ. A fertőzés megelőzése könnyű, a kifejlődött férgek eltávolítása viszont csak igen komoly műtéttel történhet, ezért a hangsúly a megelőzésen van.

## Előfordulása
A szívférgesség a világ sok táján régóta ismert. Az első orvosilag igazolt eset 1982-ben történt, de a kutya nem itt fertőződött meg. 2009 óta viszont egyre több olyan eset is előfordult, amikor a kutya nem hagyta el az ország területét, mégis megfertőződött. A féreg terjedéséért feltételezések szerint a klímaváltozás okolható. Egyelőre elég kevés igazolt megbetegedés történt, de feltételezhető, hogy sok kutya úgy pusztult bele, hogy diagnózis nem történt.

## Terjedési mechanizmusa

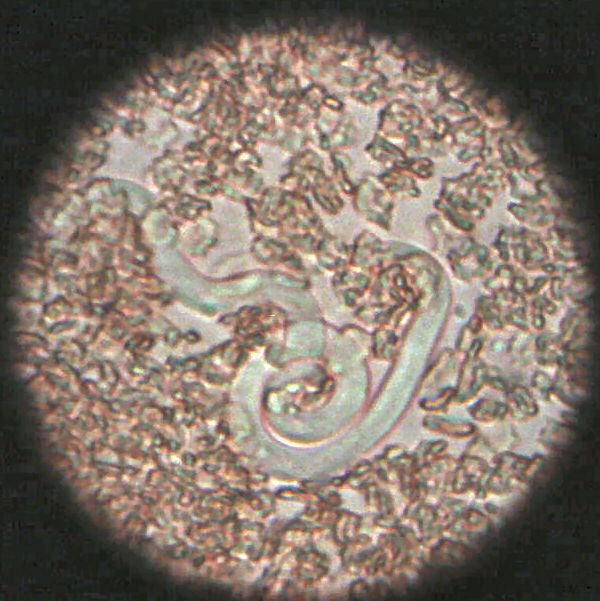
Mikrofilária mikroszkópos képe vérkenetben

A féreg szaporodási- és életciklusa meglehetősen bonyolult. Szükséges hozzá egy olyan gazdaállat, melyben kifejlődött nőstény féreg élt és szaporodott, így a vérében féreglárvák találhatók, melyeknek új gazdatestre van szükségük a fejlődéshez. A fertőzött állatokból szúnyogcsípéskor a vérrel együtt a féreglárvák is a szúnyogba, mint köztesgazdába kerülnek. Két-három hét, a szúnyogban töltött érés után a következő csípéskor egy újabb állatba kerülnek. Itt két-három hónapig főként a kötőszövetben fejlődnek, majd az úgynevezett mikrofilária (miniféreg) állapotukban a vénás rendszeren keresztül eljutnak a szervezet különféle helyeire.
Amikor tüdőartériákba, majd a jobb szívfélbe jutnak, megkapaszkodnak és vérplazmán élnek. További három hónap alatt fejlődnek kifejlett és ivarérett féreggé. Amennyiben nem pusztítja el a gazdaszervezetet, a féreg élettartama kifejezetten nagy, 6-7 év is lehet. A hímek nagysága a 15, a nőstényeké a 30 centimétert is elérheti.
A férgek kifejlődés után szaporodnak, majd a nőstény több évig is életképes lárvákat juttat a vérbe. Ezek itt nem fejlődnek tovább, a ciklus újra kezdődik a szúnyogcsípéssel, majd ezután a következő gazdatestben való fejlődéssel.

## A betegség tünetei
Mikrofilária állapotban semmi tünetet nem okoznak. Az előbb a tüdőartériákban, majd a jobb szívkamrában megkapaszkodott kifejlett példányok a számuktól függően okoznak panaszokat. Amennyiben csak néhány féreg él, akár tünetmentesség is előfordulhat, de ez ritka. A tünetek között szinte mindig jelentkezik a légszomj, gyenge terhelhetőség, köhögés, fáradékonyság. Ezeken felül szívritmuszavar, artériagyulladás és általános gyulladásos tünetek, máj- és veseproblémák, májmegnagyobbodás, hasvízkór is előfordulhatnak.
A megbetegedett állat pusztulását szív- és légzési elégtelenség, tüdőembólia, máj- és veseműködési zavar, esetleg a bomló féregmaradványok miatti szepszis okozhatja.

## A betegség megelőzése és kimutatása
Féregellenes hatású spot on készítmények alkalmazása ajánlott legalább tavasztól őszig, ezek többsége tetvek, bolhák, kullancsok ellen is hatásos. Javasolt évente legalább egyszeri, de inkább kétszeri féregszűrés elvégzése. A már megtörtént fertőzés, a mikrofiláriák jelenléte vérből kimutatható, erre több eljárás is lehetséges. Szerencsés esetben mikroszkóppal is felfedezhetők, de gyakori a tévesen negatív vizsgálat. Mivel a mikroszkópos  elkülönítés a bőrféreg mikrofiláriától nem könnyű, ezért kezelés előtt további vizsgálatokat célszerű elvégezni az esetleges kifejlett szívférgek kizárása céljából. Ennek oka, hogy amennyiben a szervezetben kifejlett szívférgek is találhatók, a kezelést az embóliaveszély miatt csak rendkívül körültekintően szabad megkezdeni.
A kifejlett férgek kimutatására percek alatt elvégezhető antigén teszt áll rendelkezésre, ennek hátránya, hogy csak a nőstény férgek jelenlétét mutatja ki, a hímekét nem, így tévesen negatív eredmény is születhet.
A már panaszokat is okozó férgek kimutatására a szív ultrahangvizsgálata alkalmas, de az így felfedezett férgek kipusztítása ilyenkor már nagyon nehézkes.

## A betegség kezelése
A kimutatott mikrofiláriák elpusztítására több gyógyszer is van, legkönnyebben használható a nyakra csöpögtethető spot on oldat. A kezelés megkezdése előtt szív ultrahangvizsgálat ajánlott, tisztázandó, hogy egy korábbi fertőzésből eredendően nincsenek-e kifejlett férgek a szívben. Nagyon fontos, hogy egy kezelés semmiképpen nem elegendő, azt hosszabb ideig kell végezni, befejeztével a teszteket meg kell ismételni. Amennyiben továbbra is találhatók mikrofiláriák, a kezelést folytatni kell.
A kifejlett férgek elpusztítása gyógyszeresen is lehetséges, de ennek igen komoly veszélye, hogy az elpusztult és elsodródott férgek tüdőembóliát és azonnali halált okozhatnak. Az eljárást a lehető legkörültekintőbben, komoly előkészületek és folyamatos felügyelet mellett szabad csak alkalmazni.
A kifejlett férgek eltávolításának újabb  módszere a nyaki vénán keresztül történik, egy speciális, kefére emlékeztető szerszám segítségével húzzák ki a férgeket. Nem rutineljárás, csak kevés helyen végzik.

## A macska szívférgessége
A macskák szervezete jóval ellenállóbb a féreggel szemben, az immunrendszerük hatékonyabban küzdi le a behatolót. 10 százalékuknál viszont súlyos, vagy végzetes következményei vannak a betegségnek. A macskák kisebb mérete miatt jóval kevesebb féreg is elég az állat elpusztulásához. Ilyenkor a megtelepedett féreg miatt súlyos, sokszor félrediagnosztizált légzőszervi gyulladás (HARD, Heartworm-associated respiratory disease) következik be. A kifejlett féreg elpusztulásakor általános gyulladás és akár halálos vérrögképződés történhet. A többi tünet nem specifikus, hányás, leromlás, étvágytalanság.
Fontos, hogy a macska véréből mikrofilária nem mutatható ki, így csak a kifejlett nőstény féreg kimutatására alkalmas antigén teszt, vagy a szív ultrahang marad.
A macskák szívférgességének a megelőzésére kifejezetten a macskák számára készített féregellenes szerek, spot on oldatok alkalmazhatók. Macskát kutyák számára készített szerrel kezelni szigorúan tilos.